# Йост, Эжен
Эжен Йост (фр. Eugène Jost, 18 сентября 1865 года — 24 января 1946 года) — швейцарский архитектор, создатель ряда известных зданий в Лозанне и Монтрё; представитель Прекрасной эпохи
Родился в Веве под Лозанной в 1865 году. В 1884—1891 годы учился в Национальной школе изящных искусств Парижа у известных французских архитекторов Жюля-Луи Андре и Виктора Лалу. После чего вернулся в Швейцарию, в курортный городок Монтрё. Среди известных работ архитектора в Монтрё: железнодорожная станция (1903 год), казино Kursaal (1903 год) и отель Montreux Palace (1906 год).
В 1904 году переехал в Лозанну. Выступил автором городского почтамта (построен в 1900 году), реставрации замка Сен-Мер, зала Большого совета кантона, отеля «Бо-Риваж», а также памятников Вильгельму Теллю, Александру Вине и майору Давелю. Участвовал в строительстве моста Бессьер. Работы архитектора выполнены в стиле боз-ар.
Деятельность Эжена Йоста замедлилась с началом Первой мировой войны и закончилась в 1931 году.